# Can’t Hold Us Down
Can’t Hold Us Down – piosenka R&B stworzona na czwarty album studyjny amerykańskiej wokalistki Christiny Aguilery pt. Stripped (2002). Wyprodukowany przez Scotta Storcha oraz nagrany z gościnnym udziałem raperki Lil’ Kim, utwór wydany został jako czwarty singel promujący krążek 26 sierpnia 2003 roku. W 2004 kompozycja została nominowana do nagrody Grammy w kategorii najlepsza współpraca wokalna – muzyka pop.
Singel odnosił umiarkowane sukcesy na listach przebojów, ze szczególnie pozytywnym przyjęciem spotkał się w Europie. W wielu krajach tego kontynentu (między innymi Wielkiej Brytanii, Irlandii i Niemczech) dotarł do pozycji w Top 10 oficjalnych notowań. Podobnie w Australii, na ARIA Top 100 Singles, osiągnął miejsce #5, zaś w Nowej Zelandii, w notowaniu RIANZ Top 50 Singles Chart – miejsce #2. Na amerykańskiej liście Billboard Hot 100 objął pozycję dwunastą, stając się dziesiątym z kolei singlem Aguilery, który znalazł się w Top 20 zestawienia.
Zarówno sam utwór, jak i klip do utworu, znany jest ze swojej feministycznej treści.

## Informacje o utworze

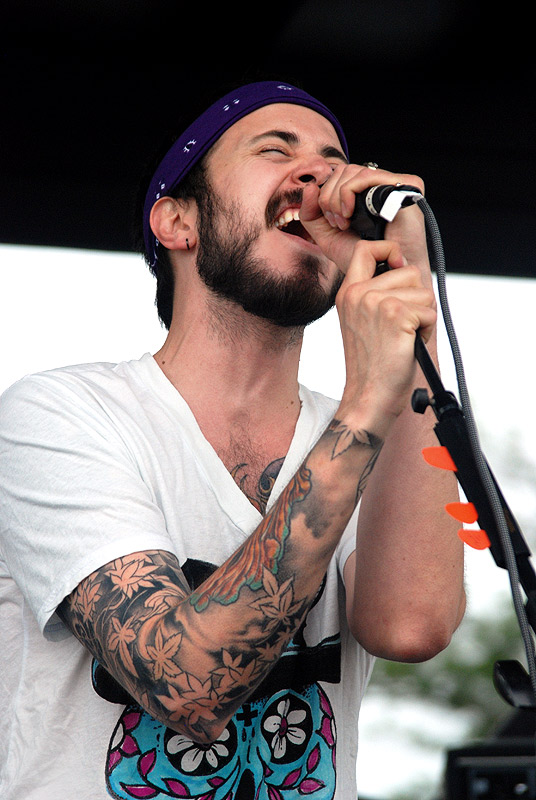
Matt Morris, współautor utworu.

„Can’t Hold Us Down” (dosł. tłum. nie damy się uciskać) to piosenka melodyjnie korzystająca z elementów charakterystycznych dla rhythm and bluesa, hip-hopu, dancehallu oraz popu, stworzona przez Christinę Aguilerę, Matta Morrisa i Scotta Storcha, produkowana przez ostatniego z autorów. Jest to także jeden z siedmiu utworów pochodzących z płyty Stripped, których współautorem i współproducentem jest Scott Storch. Storch wyprodukował piosenkę dla Tuff Jew Productions. Nagranie realizowano w pracowni Royal Z Entertainment budynku The Enterprise Studios w Burbank oraz w hollywoodzkim Conway Studios. Ponadto, Aguilera wyprodukowała piosenkę wykonawczo. Wykonawczyni nagrała ją wspólnie z raperką Lil’ Kim, z którą wcześniej pracowała przy przebojowym singlu „Lady Marmalade”. zrealizowanym na ścieżkę dźwiękową do filmu Moulin Rouge! (2001). Kim była w tym okresie partnerką Storcha. Obie artystki zaprzyjaźniły się, a po kilku miesiącach Aguilera, tworząc album Stripped, zaproponowała Lil’ Kim ponowną współpracę; opracowując feministyczny hymn dla kobiet, które czują się nierespektowane przez mężczyzn, chciała bowiem nagrać duet z raperką silną, niezależną i wyrazistą. Początkowo zamiast Lil’ Kim na featuringu miała znaleźć się Eve. Nigdy nie wydano oficjalnego oświadczenia, usprawiedliwiającego zmianę współuczestniczącego wykonawcy, jednak Eve wyznała, że „wizja projektu uległa zmianie”.
Utwór traktuje o prawach kobiet, a Aguilera poprzez jego treść wyraża wstręt wobec podwójnych standardów w społeczeństwie. Tematyka utworu, ściślej ujmując, dotyka dyskryminacji oraz powierzchownego traktowania artystek muzycznych, poprzez własną twórczość wyrażających swoją seksualność, a także męskich wykonawców (zwykle raperów), którzy w swych piosenkach bez skrępowania poruszają wątki erotyczne. Treść „Can’t Hold Us Down” prawdopodobnie mówi o Eminemie, który w swoim singlu „The Real Slim Shady” z 2000 adresował obelgi w kierunku gwiazd muzyki pop, w tym Aguilery. Terry Young Jr., pracownik The Hampton Institute (oddziału Uniwersytetu w Hampton), podsumowując kompozycję, określił ją jako „rozrachunek z seksizmem oraz niesprawiedliwością tłumienia swobody kobiet w przemyśle fonograficznym”. Dziennikarz Albert Nowicki stwierdził, że nagranie „dowodzi, z jaką niechęcią odnosi się Aguilera do mizoginii”.
Nagranie zawiera sample z debiutanckiego singla Diddy’ego „Can’t Nobody Hold Me Down” (1997) oraz „Sophisticated Bitch”. utworu z krążka Yo! Bum Rush the Show (1987) grupy Public Enemy. Jej fragmenty użyte zostały z kolei w utworze „Thank You (Dedication to Fans...)” z albumu Aguilery Back to Basics (2006), zrealizowanym w podzięce dla fanów piosenkarki za lata wsparcia. Pomimo odniesionego sukcesu, „Can’t Hold Us Down” nie znalazł się na składance z największymi przebojami Aguilery, Keeps Gettin’ Better – A Decade of Hits (2008).

### Obecność w kulturze masowej
Feministycznej naturze zarówno utworu, jak i promującego go teledysku przyjrzeli się językoznawcy i wykładowcy uniwersyteccy. Albert Nowicki pisał: „Dzięki ‘Can’t Hold Us Down’ – piosence R&B, której poświęcono przynajmniej kilka rozpraw akademickich – prywatne bolączki kobiet z miesiąca na miesiąc stały się problemami społecznymi; tak dobitny był wpływ nagrania na kulturę masową.” W 2018 roku odbył się pokaz taneczny grupy QDS Megacrew. Członkowie zespołu zaprezentowali widzom układ choreograficzny, który zharmonizowany był z kilkoma nagraniami Aguilery (w tym „Can’t Hold Us Down”, „Not Myself Tonight” i „Bobblehead”). Jedna z tancerek przodujących nosiła strój identyczny do tego, który Aguilera miała na sobie w wideoklipie do utworu.

## Wydanie singla
Premiera „Cant’ Hold Us Down” nastąpiła latem, 26 sierpnia 2003 roku. Singel opublikowano na kompaktach oraz płytach gramofonowych (format 12” Winyl). Utwór okazał się przebojem, sukcesywnie obejmując pozycje w Top 20 większości notowań.
W Stanach Zjednoczonych singel okazał się bardziej sukcesywny niż poprzedni utwór promujący Stripped, „Fighter”. zajmując miejsce dwunaste listy Billboard Hot 100 (miejsce o osiem oczek wyższe niż w przypadku „Fighter”) oraz stając się dziesiątym z kolei singlem Aguilery, który uplasował się w Top 20 zestawienia. Singel dotarł do czołowej dziesiątki zestawień w wielu krajach.

## Opinie
Nicole Hogsett, redaktorka serwisu internetowego Yahoo! Voices, przypisała singlowi pozycję czwartą w rankingu dziesięciu najlepszych piosenek Christiny Aguilery. Dziennikarze YAM Magazine umieścili kompozycję na kompilowanej przez siebie liście „dziesięciu utworów idealnych na Dzień Kobiet”. Według redaktorów strony internetowej the-rockferry.onet.pl, „Can’t Hold Us Down” to jedna z dziesięciu najlepszych kompozycji nagranych przez Aguilerę w latach 1997–2010. W zestawieniu stu najważniejszych utworów artystki z tego okresu serwis przypisał piosence pozycję #8. Pod koniec sierpnia 2014 roku Jason Lipshutz, redaktor magazynu Billboard, uznał singel za jeden z piętnastu największych hitów Aguilery w Stanach Zjednoczonych.

### Recenzje
Utwór uzyskał generalnie pozytywne recenzje ze strony krytyków muzycznych. Opiniodawca pracujący dla serwisu internetowego Epinions nagrodził singel oceną w postaci  i wydał istotne omówienie: „'Can’t Hold Us Down’ to miejski, popowy utwór z łatwą do strawienia produkcją i gościnną zwrotką w wydaniu Lil’ Kim. Ta piosenka bezzwłocznie odrzuca całą negatywną krytykę z powrotem w twarz opinii publicznej za sprawą inteligentnej, dającej do myślenia treści (...) Kompozycja traktuje o kobiecej sile, samoświadomości i nierównościach społecznych. Już w ciągu swoich pierwszych trzydziestu sekund utwór uderza tekstem: 'Czy nie mogę mieć własnej opinii? Powinnam siedzieć cicho tylko dlatego, że jestem kobietą? Nazwij mnie dziwką, kiedy mówię to, co mam na myśli'”. Krytyk skwitował „Can’t Hold Us Down” jako najmądrzejszy singel Christiny Aguilery. Zdaniem redaktora strony o nazwie Traveling to the Heart, rhythm and bluesowa piosenka pasuje do wykonawczyni doskonale, jak „gorące szorty” z teledysku, a gościnny rap w wykonaniu Lil’ Kim jest potrzebny całości. Recenzent pisał ponadto: „Tematem nowego singla Christiny Aguilery są prawa kobiet. Nie jest to łatwa do podjęcia kwestia. Jeżeli artysta nie jest szczery, przekaz jego tworu jest pusty i utwór staje się tylko kolejnym wypełniaczem przestrzeni radiowej. Jednak poprzednie singlowe numery Aguilery dowiodły, że piosenkarka udźwignie ten ciężar. (...) Tekst utworu jest stanowczy i bezpośredni. (...) Aguilera śpiewa zgodnie z zawartymi w nim emocjami”. Dziennikarz witryny cduniverse.com wytypował „Can’t Hold Us Down” na najlepszy utwór z krążka Aguilery Stripped, wnioskując, że jest „żwawą, hip-hopową gimnastyką”. Bardziej pejoratywny werdykt na temat singla wydała Janceen Dunn (Rolling Stone). Według niej piosenka jest „dziwnie nieożywiona”.
Dobrze odebrana została pochwała walki o równouprawnienie. Recenzentka brytyjskiego pisma The Guardian, Betty Clarke, uznała, że „Can’t Hold Us Down” „przepisuje zasady feminizmu na nowo, korzystając z hip-hopowego beatu”, podczas gdy Josh Kun z magazynu muzycznego Spin podsumował piosenkę jako „duet sióstr działających na kobiecą korzyść”. W omówieniu z 2019 roku Michiel Vos pisał: „Aguilera przeciwstawiała się slut shamingowi już siedemnaście lat temu. W ‘Can’t Hold Us Down’ poruszane są kwestie nadal aktualne i niezmiennie problematyczne”.

## Teledysk

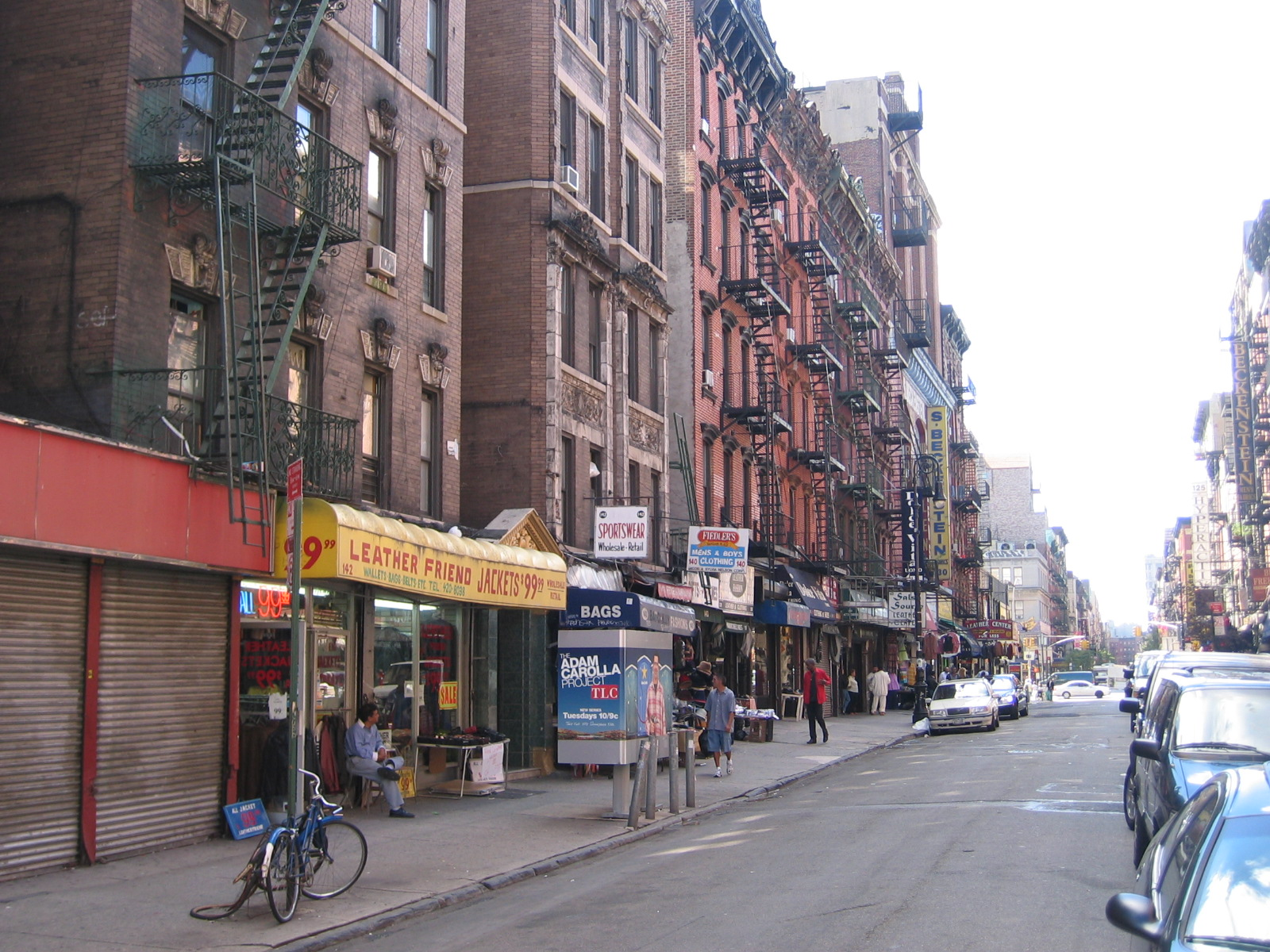
Sceneria przedstawiona w teledysku przypomina dzielnicę Lower East Side w latach 80.

Wideoklip do utworu „Can’t Hold Us Down” wiosną 2003 roku wyreżyserował David LaChapelle, który wcześniej współpracował z Aguilerą nad kontrowersyjnym klipem towarzyszącym singlowi „Dirrty” (2002). Zdjęcia powstawały w Los Angeles, na terenie należącym do wytwórni Paramount Pictures, a plan zdjęciowy wybudowano na podobieństwo Lower East Side, dzielnicy Manhattanu, w dobie lat osiemdziesiątych.
Bohaterami teledysku są Afroamerykanie i Portorykańczycy, mieszkańcy ubogiej, nowojorskiej dzielnicy. Klip rozpoczynają ujęcia rewiru, którym przechadza się Aguilera – ubrana w różowy top i szorty, fioletową czapkę bejsbolową oraz białe podkolanówki. Gdy młody, czarnoskóry mężczyzna nachalnie chwyta ją za pośladki, wokalistka wszczyna słowną sprzeczkę. Zaczyna śpiewać i dołącza do niej liczna grupa okolicznych mieszkanek; tymczasem za atakowanym Afroamerykaninem wstawiają się inni mężczyźni. Sytuacja zostaje przerwana przez pojawienie się Lil’ Kim, która zdejmuje poszczególne elementy garderoby i zaczyna rapować. Zgromadzone kobiety zaczynają tańczyć, a Aguilera wykonuje niedwuznaczne gesty przy użyciu szlauchu i polewa wodą radio jednego z mężczyzn. Klip kończy ujęcie Christiny odchodzącej z uśmiechem z miejsca przedstawionych zdarzeń. Jedna z wcześniejszych scen nawiązuje do stylu tanecznego moonwalk, spopularyzowanego przez Michaela Jacksona w pierwszej połowie lat 80. Choreografię zastosowaną w klipie stworzyła Jeri Slaughter.
David LaChapelle skomentował koncept teledysku, jak i swoje inspiracje, w wywiadzie udzielonym stacji MTV:

(„Can’t Hold Us Down” – przyp.) to prawdziwy hymn wyzwoleńczy kobiet (...). Mężczyźni obiektywizują kobiety nieustannie i nic sobie z tego nie robią; tutaj ich rolę przejmuje dziewczyna. Klip jest moim ukłonem w stronę lat osiemdziesiątych. Uwielbiam hip-hop, breakdancing, b-boyów i fly girls (...). W klipie pojawia się wiele niesamowitych postaci i sądzę, że całość prezentuje się naprawdę interesująco. (...) Widzieliście wideo do „Dirrty” (brudny – przyp.)? Ten wideoklip nazywamy „Dirrtier” (brudniejszy). Nie chcę się powtarzać. Dużo się dzieje, wygląda to naprawdę gorąco. (...)

Premiera wideoklipu odbyła się na antenie MTV w lipcu 2003 roku. 22 sierpnia 2003 klip zadebiutował w programie telewizji BET 106 & Park, w którym zyskał znaczną popularność. Elizabeth Learned, redaktorka witryny thecelebritycafe.com, uwzględniła wideo w zestawieniu dziesięciu najlepszych teledysków w karierze Aguilery, chwaląc jego entuzjastyczne przesłanie. O teledysku do singla „Can’t Hold Us Down” pisano w artykułach naukowych, publikowanych między innymi przez wydawnictwa Edinburgh University Press oraz Bonn University Press.

### Współtwórcy
- Reżyseria, zdjęcia: David LaChapelle[16][21][17]
- Występują: Christina Aguilera[17], Lil’ Kim[17], Ambrit Millhouse[22][18], Donna Glytch[21], Marilyn Sue Perry[18] i in.
- Kostiumy, stylizacja: Trish Summerville[16]
- Udźwiękowienie: Tim Hays[21]
- Konsultant kreatywny, dyrektor castingu: Tracy „Twinkie” Byrd[17]
- Koloryzacja klipu: Dave Hussey[16]
- Wytwórnia: Mars Media[23], Paramount Pictures[17][18]

## Promocja i wykonania koncertowe

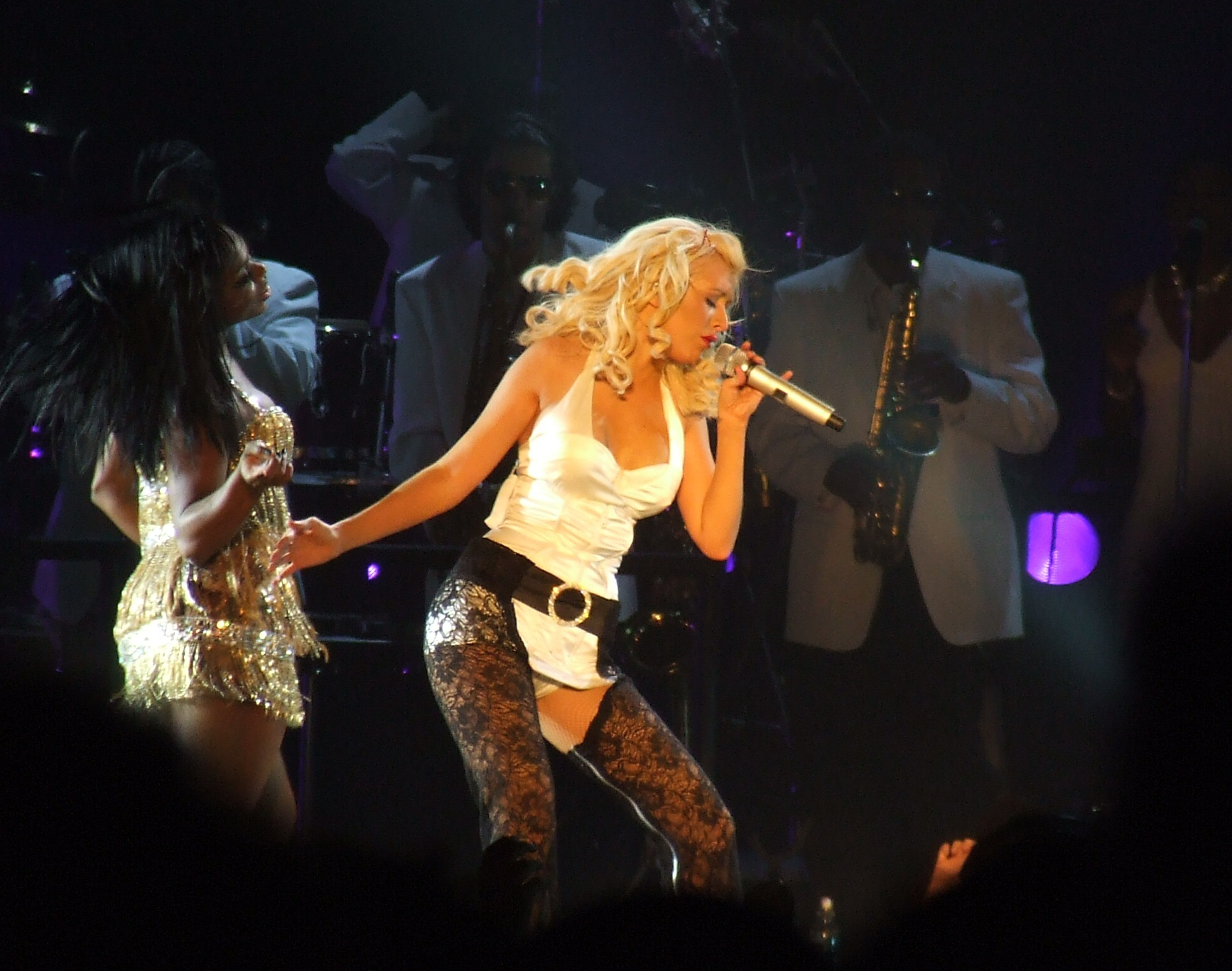
Christina Aguilera wykonuje utwór „Can’t Hold Us Down” podczas trasy Back to Basics Tour w Dublinie (2006).

Aguilera występowała z singlem podczas promocji swojego albumu, Stripped. W latach 2003–2008 wykonywała utwór w trakcie tras koncertowych Justified and Stripped Tour, Stripped World Tour oraz Back to Basics Tour. Podczas trzeciej z nich „Can’t Hold Us Down” prezentowany był jako medley, wspólnie z piosenką „Still Dirrty” (pochodzącej z albumu Back to Basics), zamykając inauguracyjny segment koncertu, 1920's Flapper.
W lipcu 2017 Aguilera wystąpiła z utworem podczas koncertu Northwestern Mutual w hali BMO Harris Bradley Center w Milwaukee. 28 kwietnia 2018 zaśpiewała „Can’t Hold Us Down” w Crystal Hall, w Baku, z okazji Grand Prix Azerbejdżanu, a półtora miesiąca później, w czerwcu, wykonała piosenkę przed publicznością obecną na koncercie charytatywnym GenentechGivesBack, w San Francisco. Niedługo potem, 15 czerwca, gościła w programie telewizji NBC The Today Show, gdzie zaprezentowała widzom trzy swoje nagrania („Can’t Hold Us Down”, „Fighter”, „Fall in Line”).
Piosenka wykonywana była podczas trasy koncertowej The Liberation Tour (2018), a później także w ramach rezydentury The Xperience (2019), odbywającej się w Las Vegas. Latem 2019 roku Aguilera ruszyła w europejskie tournée The X Tour: set koncertowy obejmował między innymi utwór „Can’t Hold Us Down”, poprzedzony fragmentem „Boys Wanna Be Her” z repertuaru Peaches.

## Nagrody i wyróżnienia
| Rok  | Ceremonia                          | Nagroda                                                     | Rezultat     |
| ---- | ---------------------------------- | ----------------------------------------------------------- | ------------ |
| 2004 | Grammy Awards                      | najlepsza współpraca wokalna – muzyka pop                   | Nominacja    |
| 2004 | FzZzC Awards                       | najlepszy utwór R&B                                         | Wygrana      |
| 2004 | Groovevolt Music & Fashion Awards  | najmodniejszy teledysk                                      | Wygrana      |
| 2004 | Teen People Readers’ Choice Awards | najbardziej inspirujący hymn                                | Wygrana      |
| 2004 | MVPA Video Awards                  | najmodniejszy teledysk                                      | Wygrana      |
| 2004 | MTV Video Music Awards             | Viewer’s Choice (pl. wybór widzów)                          | Prenominacja |
| 2005 | ASCAP Pop Music Awards             | najlepsza piosenka                                          | Wygrana      |
| 2019 | Girls’ Choice Awards               | najbardziej inspirująca piosenka klasyczna (duet lub grupa) | Nominacja    |

## Listy utworów i formaty singla
Amerykański singel CD
1. „Can’t Hold Us Down” (Radio Edit)
2. „Can’t Hold Us Down” (Suggested Callout Hook)

Europejski, oceański i azjatycki singel CD
1. „Can’t Hold Us Down” (Album Version)
2. „Can’t Hold Us Down” (Sharp Boys Orange Vocal Mix)
3. „Can’t Hold Us Down” (Jacknife Lee Mix)

Ogólnoświatowy singel CD
1. „Can’t Hold Us Down” (wideoklip)
2. „Can’t Hold Us Down” (Album Version)
3. „Beautiful” (Brother Brown Divine Mix)
4. „Impossible” (Performance Snippet)
5. „Get Mine, Get Yours” (Performance Snippet)

Brytyjski 12” Winyl
1. „Can’t Hold Us Down” (Sharp Boys Orange Vocal Mix)

Promocyjny 12” Winyl przeznaczony do użytku didżejskiego
1. „Can’t Hold Us Down” (Album Version) (A-side)
2. „Can’t Hold Us Down” (Instrumental) (A-side)
3. „Can’t Hold Us Down” (Acapella Version) (B-side)

## Remiksy utworu
- Sharp Boys Orange Vocal Mix – 7:22
- Sharp Beyond Dub
- Jacknife Lee Mix – 4:30
- Jacknife Lee Dub
- Da Yard Riddim Mix (remiks Stevena Marsdena; featuring Tanya Stephens) – 4:16
- OranGefuzZz Tiny Purple Shorts Dub
- OranGefuzZz Tiny Purple Shorts Club Mix
- Medasyn Mix (remiks Gabriela Olegavicha) – 4:11
- Medasyn Instrumental (remiks Gabriela Olegavicha)
- Altar Unreleased Tribal Mix – 8.26

## Pozycje na listach przebojów
| Notowanie (2003)                     | Najwyższa pozycja                    |
| ------------------------------------ | ------------------------------------ |
| Argentina Top 100 Airplay            | 5                                    |
| Australian ARIA Top 50 Singles       | 5                                    |
| Austrian Top 75 Singles              | 13                                   |
| Belgium Top 50 Singles               | 7                                    |
| Brazilian Top 100 Singles            | 32                                   |
| Canadian Top 100 Airplay             | 3                                    |
| Canadian Top 100 Singles             | 20                                   |
| Chilean Top 100 Singles              | 7                                    |
| Costa Rican Top 40 Singles           | 4                                    |
| Danish Top 100 Airplay               | 7                                    |
| Danish Top 40 Singles                | 8                                    |
| Dutch Top 40                         | 10                                   |
| European Hot 100 Singles             | 9                                    |
| French Top 100 Singles               | 27                                   |
| German Top 100 Singles               | 9                                    |
| German Black Singles Chart           | 10                                   |
| Greek Top 50 Singles                 | 20                                   |
| Hungarian Top Singles Chart          | 4                                    |
| Indonesian Top Singles Chart         | 2                                    |
| Irish Top 50 Singles                 | 5                                    |
| Israeli Top Singles Chart            | 1 (2 tygodnie na pozycji szczytowej) |
| Italian Top 50 Singles               | 20                                   |
| New Zealand RIANZ Top 50 Singles     | 2                                    |
| Norwegian VG-lista Top 20 Singles    | 14                                   |
| Peruvian Top Singles Chart           | 9                                    |
| Philippines Top Singles Chart        | 3                                    |
| Portugal Top 50 Singles              | 13                                   |
| Romanian Singles Chart               | 13                                   |
| Sweden Top 60 Singles                | 12                                   |
| Swiss Top 100 Singles                | 11                                   |
| U.S. Billboard Hot 100               | 12                                   |
| U.S. Billboard Hot R&B/Hip-Hop Songs | 5                                    |
| U.S. Billboard Top 40 Mainstream     | 3                                    |
| U.S. Billboard Top 40 Tracks         | 4                                    |
| U.S. R&R CHR/Pop Charts              | 3                                    |
| UK Official Top 75 Singles           | 6                                    |
| UK Top Airplay Chart                 | 9                                    |
| United World Chart                   | 3                                    |
| Venezuelan Singles Chart             | 1                                    |
| World Chart Show                     | 2                                    |

### Listy końcoworoczne
| Kraj          | Pozycja |
| ------------- | ------- |
| Australia     | 94      |
| Niemcy        | 62      |
| Nowa Zelandia | 29      |
| Rumunia       | 12      |
| Szwajcaria    | 44      |
| Świat         | 13      |

## Sprzedaż i certyfikaty
| Kraj            | Wydawca | Certyfikat | Sprzedaż |
| --------------- | ------- | ---------- | -------- |
| Australia       | ARIA    | złoto      | 35.000+  |
| Wielka Brytania | BPI     | srebro     | 200.000  |